# Missing man table

La bandiera dell'associazione POW/MIA

Il Missing man table (letteralmente: Tavolo dell'uomo disperso), a volte chiamato Fallen comrade table (Tavolo del compagno caduto), è un posto d'onore apparecchiato nelle mense militari delle Forze armate statunitensi o durante particolari ricorrenze di servizio; in anni recenti, la cerimonia del Missing man table viene tenuta nel Giorno dei veterani (Veterans Day) e nei Memorial Day, in commemorazione dei militari uccisi, dispersi in azione o catturati come prigionieri di guerra.
Il tavolo funge da punto focale della cerimonia di commemorazione: la tradizione è nata per ricordare i prigionieri di guerra e i militari dispersi durante le azioni (prisoners of war e missing in action, sintetizzati con la sigla POW/MIA).

## Storia
La tradizione del tavolo dedicato ai dispersi e prigionieri di guerra risale ai tempi della guerra del Vietnam. Tale conflitto lasciò aperte molte ferite nella coscienza nazionale statunitense: essendo stata una guerra non voluta da gran parte dell'opinione pubblica americana, i veterani di guerra che tornavano in patria spesso non vedevano riconosciuti i propri servizi e sacrifici. Allo stesso tempo però, si iniziò a ricordare anche chi non era tornato dal fronte, con la creazione di nuovi simboli, tra cui braccialetti, nastri gialli, una bandiera e la cerimonia del tavolo.
Il primo "tavolo del ricordo" venne allestito dai membri dell'Associazione dei piloti da combattimento della Valle del Fiume Rosso (chiamati anche River Rats, Topi di fiume), che al termine del conflitto si ritrovarono per ricordare le proprie missioni nelle zone di combattimento lungo il Fiume Rosso, nel Vietnam settentrionale vicino ad Hanoi.
In seguito, la cerimonia del tavolo si diffuse in tutte le cene ufficiali delle forze armate statunitensi.
Successivamente agli attentati dell'11 settembre 2001 alle Torri gemelle di New York, la cerimonia del tavolo è stata estesa ai caduti in azione.

## Simbolismo

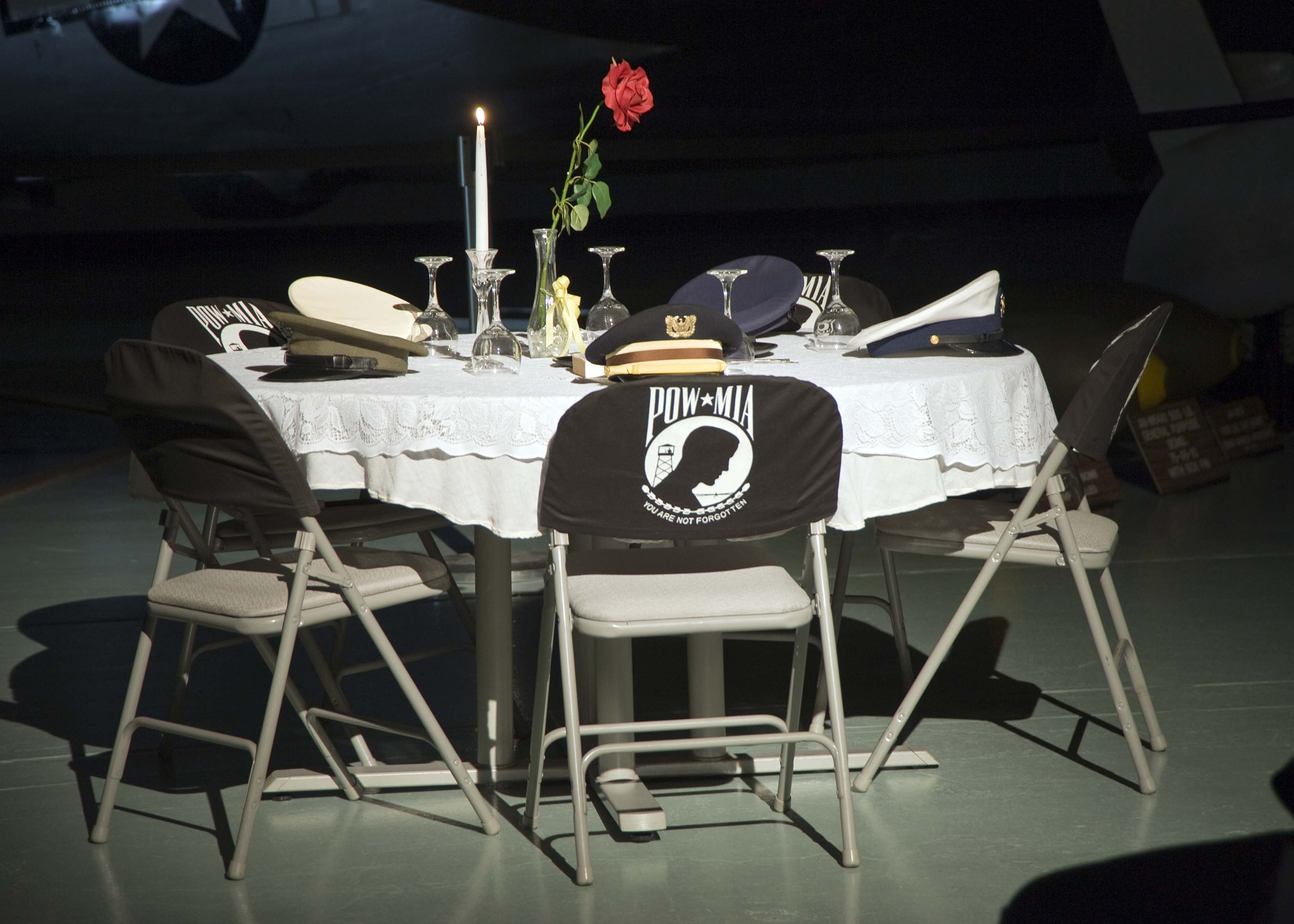
Il Missing man table preparato durante una celebrazione nel 2009 alla base dell'Air Force di Eglin.

Prima delle cene ufficiali e di gala, si usa tenere dei discorsi dedicati alle forze armate. Al termine dell'orazione, l'ultimo discorso è dedicato ai prigionieri di guerra e dispersi, con lo scopo di ricordarli fino al loro ritorno a casa: viene allora presentato il simbolismo di ogni oggetto presente sul tavolo. La prassi del tavolo dell'uomo disperso si è evoluta nel corso del tempo e al momento non è assoggettata ad alcun dipartimento della Difesa statunitense oppure ad istruzioni specifiche della funzione.
Gli elementi nella lista che segue sono considerati tradizionali, sebbene ogni comando o unità possa collocare sul tavolo altri oggetti, quali cappelli d'uniforme o altri elementi.
- Il tavolo è piccolo e apparecchiato per una persona, a simboleggiare la fragilità di un prigioniero isolato. Il tavolo è solitamente collocato all'ingresso della sala da pranzo. Per gli eventi di maggiore entità, il tavolo è apparecchiato per sei posti a simboleggiare le cinque Forze armate statunitensi, cioè l'Esercito, la Marina, il corpo dei Marines, l'Aviazione e la Guardia costiera con un sesto posto per ricordare i civili che sono morti durante il servizio a fianco delle forze armate o che sono dispersi durante conflitti armati[11]. Il tavolo è tondo: rappresenta così l'incessante preoccupazione dei superstiti rispetto ai loro amati che sono dispersi.[12]
- La tovaglia è bianca, a simboleggiare la purezza di chi ha risposto alla chiamata del proprio paese alle armi.
- Una rosa rossa in un vaso di cristallo rappresenta il sangue che è stato versato in sacrificio dai militari. La rosa ricorda ai familiari e agli amici degli scomparsi di conservare sempre fresca la fede nel loro ritorno.
- Il nastro rosso (giallo per le cerimonie riguardanti l'Aviazione), avvolto attorno al collo del vaso, rappresenta l'amore per il paese testimoniato dalla risposta alla chiamata alle armi.[13]
- Le fette di limone appoggiate su un piatto rappresentano l'amaro destino degli scomparsi.
- Un pizzico di sale sul piatto o un vasetto di sale rappresentano le infinite lacrime versate dalle famiglie che attendono il ritorno.[14]
- Il bicchiere rovesciato rappresenta coloro che non possono condividere il cibo coi loro compagni.
- La Bibbia rappresenta la fede dei dispersi (in alcuni casi, a partire dal 2014,[15] è stata tolta in seguito alle richieste della Military Religious Freedom Foundation; al fine di evitare polemiche e distrazioni rispetto allo scopo del tavolo, la Bibbia è stata sostituita dalla bandiera dei POW/MIA).[16]
- La candela accesa è la luce della speranza che resta nei cuori dei superstiti.
- La sedia vuota simboleggia i dispersi e i caduti che non sono presenti.[14]

## L'usanza nei media
Nell'episodio 7 della quarta stagione di The Night Shift, dal titolo Keep the Faith, dedicato ai veterani, il personaggio interpretato da Dan Lauria spiega ai suoi medici il cerimoniale del tavolo dello scomparso.
Nell'episodio 11 della seconda stagione di The Last Ship dal titolo Valchiria compare una tavola imbandita per ricordare i componenti dell'equipaggio caduti e dispersi in mare.